# デキストロアンフェタミン
デキストロアンフェタミン（英: Dextroamphetamine、D-AMP）、または、デキサアンフェタミン（英: dexamfetamine）は、注意欠陥・多動性障害（ADHD）やナルコレプシーの治療に用いられる薬剤である。短期間の肥満治療にも使用されることがあったが、肥満への使用は推奨されなくなった。投与法は経口である。仕事、運動、軍隊などでの能力向上に用いられることもあった。
一般的な副作用には、腹痛、睡眠障害、動悸、高血圧、不安、震え、下痢などがあげられる。その他の副作用には、心筋症、虐待、精神病、攻撃性、発作などがあげられる。妊娠中の服用は未熟児を出産することがある。デキストロアンフェタミンは中枢神経系（CNS）の精神刺激薬でありアンフェタミンの異性体である。
デキストロアンフェタミンが医療薬として用いられるようになったのは1937年からである。後発医薬品として入手できる。2021年の英国の国民保健サービスにかかる費用は20mgの錠剤30錠で80ポンドほどである。米国では同じ量で60米ドルほどかかる。米国では規制物質法スケジュールIIに定められている。